# District d'Inba
Le district d'Inba (印旛郡, Inba-gun) est un district de la préfecture de Chiba au Japon. Lors du recensement de 2000, sa population était estimée à 165 279 habitants pour une superficie de 211 km2 (réestimé depuis à 43 682 personnes pour 51 km2 en août 2010).

## Communes du district
- Sakae
- Shisui